# NGC 6027E
NGC 6027E (другие обозначения — UGC 10116, 7ZW 631, MCG 4-38-10, VV 115, ZWG 137.10, HCG 79B, KUG 1556+208, PGC 56579) — линзообразная галактика (S0) в созвездии Змея.
Этот объект входит в число перечисленных в оригинальной редакции «Нового общего каталога».
В галактике вспыхнула сверхновая SN 1998fe, её пиковая видимая звездная величина составила 18,0.